# Surya Bonaly
Surya Bonaly (Niça, França, 1973) és una patinadora artística sobre gel francesa, ja retirada, que destacà a la dècada del 1990. El 2004 es nacionalitzà nord-americana.

## Biografia
Va néixer el 15 de desembre de 1973 a la ciutat de Niça, al departament dels Alps Marítims. Originària de l'illa Reunió fou adoptada per Georges i Suzanne Bonaly.

## Carrera esportiva
Al llarg de la seva carrera aconseguí guanyar nou vegades consecutives el Campionat Nacional de França (1989-1997) així com cinc vegades el Campionat d'Europa de patinatge artístic (1991-1995). En el Campionat del Món de patinatge artístic assolí tres vegades el segon lloc (1993-1995), si bé mai pogué aconseguir la victòria.
Va participar en els Jocs Olímpics d'Hivern de 1992 realitzats a Albertville (França) on, a més de realitzar el Jurament Olímpic per part dels atletes, finalitzà en cinquena posició de la competició individual. En els Jocs Olímpics d'Hivern de 1994 realitzats a Lillehammer (Noruega) finalitzà en quarta posició, i en els Jocs Olímpics d'Hivern de 1998 realitzats a Nagano (Japó) fou desena.